# گل نرگسی
گل نرگسی (به انگلیسی: Jonquil) یک رنگ زرد است. این رنگ برآمدگی لوله‌مانند استوانهٔ مرکزی در گل نرگس است. این رنگ نام خود را از گونه‌ای گیاه به نام Narcissus jonquilla گرفته‌است که دارای خوشه‌هایی از گل‌های زرد معطر کوچک و بومی مدیترانه است.

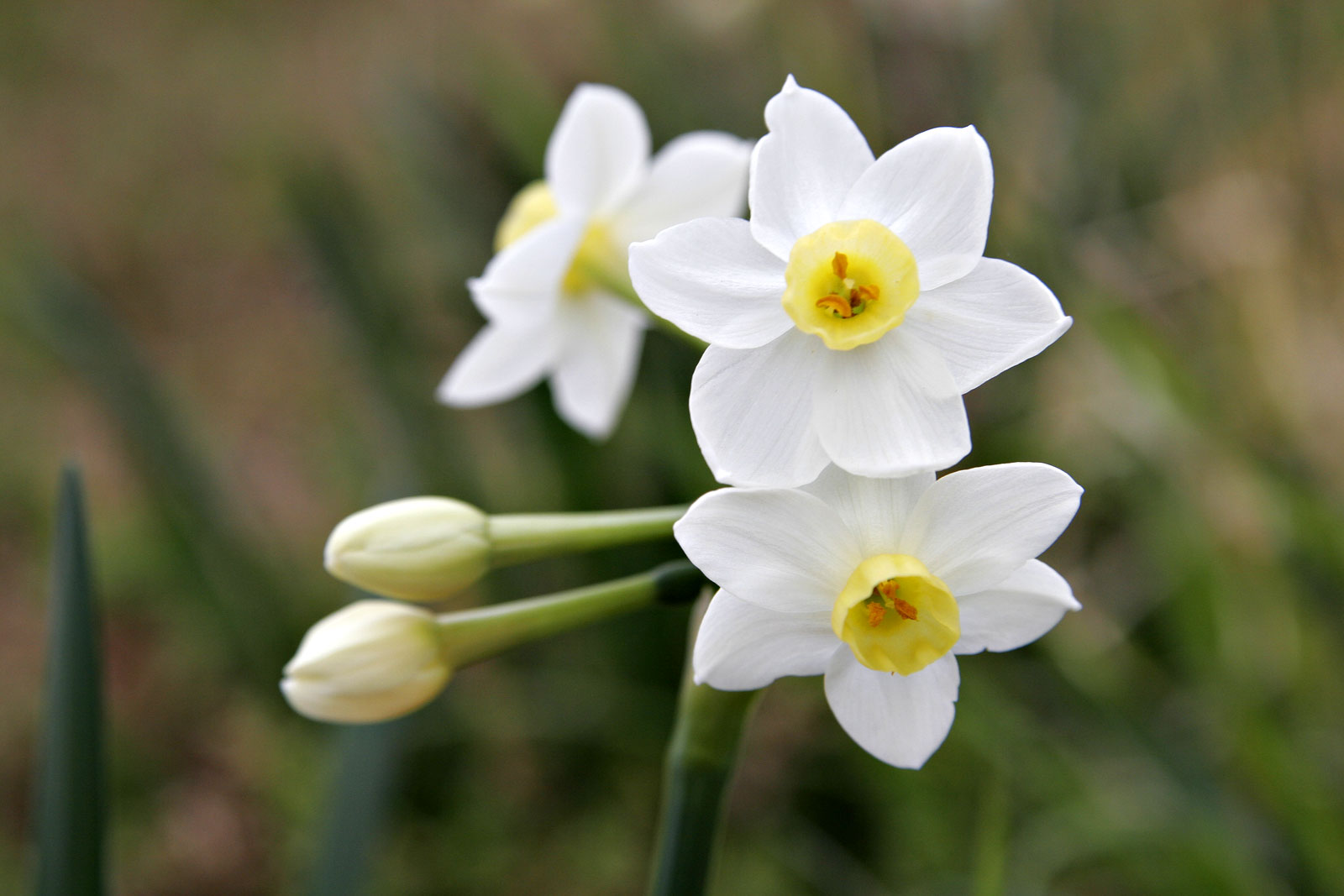
گل نرگس

نخستین استفاده ثبت‌شده از گل نرگسی به عنوان یک نام رنگ در انگلیسی در سال ۱۷۸۹ بود.